# 리딕: 헬리온 최후의 빛
《리딕: 헬리온 최후의 빛》(영어: The Chronicles of Riddick)은 2004년에 개봉한 《리딕》 시리즈의 두 번째 작품이다.

## 줄거리
악명 높은 범죄자 리딕은 현상금 사냥꾼들에게 쫓기던 중, 그들을 역으로 추적하여 자신을 노리는 세력의 배후에 '헬리온 프라임' 행성이 있음을 알게 된다. 그곳에서 그는 과거 자신이 구했던 이맘을 만나고, 행성이 네크로몬거라는 종교적 광신도 집단의 침략 목표가 되었다는 사실을 알게 된다. 네크로몬거는 모든 인간을 흡수하거나 죽이는 것을 목표로 삼고 있었으며, 에어 엘리멘탈이라는 존재는 리딕이 오래전 멸망했다고 알려진 퓨리언 종족의 생존자라고 믿는다.
네크로몬거의 대규모 공격으로 헬리온 프라임은 순식간에 점령당하고, 이맘은 살해당한다. 리딕은 네크로몬거의 우주선에 잠입하지만, 퓨리언 생존자로 확인되어 네크로몬거 지도자인 로드 마샬의 제거 대상이 된다. 로드 마샬은 과거 퓨리언 행성에서 자신의 죽음을 예언하는 아이가 태어난다는 소문을 듣고 행성을 파괴한 적이 있다. 리딕은 탈출에 성공하지만 다시 붙잡혀 '크레마토리아'라는 지하 감옥 행성에 수감된다.
한편, 로드 마샬의 부관인 바코와 그의 아내는 리딕이 예언 속의 퓨리언 아이일 가능성을 감지하고, 리딕을 이용해 로드 마샬을 제거하려는 계획을 세운다. 크레마토리아에서 리딕은 과거 자신이 구했던 소녀 잭이 '카이라'라는 이름으로 바뀌어 자신을 원망하고 있음을 알게 된다. 감옥 내에서 혼란이 벌어지고, 리딕은 죄수들을 이끌고 탈출을 감행한다. 탈출 과정에서 네크로몬거와 감옥 경비대, 죄수들 간의 삼파전이 벌어지고, 결국 리딕은 바코에게 제압당하고 카이라가 납치된다.
죽음을 눈앞에 둔 리딕은 같은 퓨리언 종족인 네크로몬거 사제 '퓨리파이어'의 도움으로 살아남는다. 퓨리파이어는 리딕에게 로드 마샬을 제거하라고 격려하며 자살한다. 리딕은 다시 헬리온 프라임으로 돌아와 네크로몬거의 기함에 침투한다. 바코의 아내는 리딕과 로드 마샬의 싸움을 유도하고, 그 승자를 제거하여 바코가 새로운 지도자가 되도록 계획한다. 리딕은 로드 마샬에게 도전하고 격렬한 싸움 끝에, 로드 마샬에게 세뇌당한 카이라가 로드 마샬을 찌르지만 곧 사망한다. 결국 리딕은 로드 마샬을 죽이고 네크로몬거의 새로운 지도자로 추대된다.

## 배역
- 빈 디젤 - 리딕
- 콜름 피오 - 마샬
- 알렉사 다발로스 - 키라
- 탠디 뉴턴 - 댐 바코
- 칼 어번 - 바코
- 주디 덴치 - 애리언
- 키스 데이비드 - 이맘
- 라이너스 로체 - 정제자
- 닉 친런드 - 툼스
- 알렉시스 로웰린 - 이맘의 딸
- 알렉산더 칼루긴 - 간수

## 한국판 성우진(KBS) (2007년 1월 20일)
- 김준 - 리딕(빈 디젤)
- 장광 - 마샬(콜름 피오)
- 이선 - 키라(알렉사 다발로스) / 이맘의 딸(알렉시스 로웰린)
- 함수정 - 댐 바코(탠디 뉴턴)
- 정훈석 - 바코(칼 어번)
- 이선영 - 애리언(주디 덴치)
- 노민 - 이맘(키스 데이비드) / 죄수(요릭 판바헤닝언)
- 이윤선 - 정제자(라이너스 로체)
- 강구한 - 툼스(닉 친런드)
- 김익태 - 간수(알렉산더 칼루긴)
- 사성웅 -  툼스의 동료(테리 천) / 간수(비탈리 크레브첸코)
- 김래환 - 간수(라울 커니브) / 네크로몬거의 병사(로저 크로스) / 시스템 음성
- 임주현 - 이맘의 아내(킴 호손) / 툼스의 동료(크리스티나 콕스) / 시스템 음성
- 홍진욱 - 툼스의 동료(타이 올슨) / 네크로몬거의 병사(찰스 주커만) / 헬리온의 병사
- 손정성 - 툼스의 동료(파비안 구지랄) / 죄수(피터 윌리엄스) / 헬리온의 병사